# Diadasia enavata
Diadasia enavata är en biart som först beskrevs av Cresson 1872.  Diadasia enavata ingår i släktet Diadasia och familjen långtungebin. Inga underarter finns listade i Catalogue of Life.